# Statens institut för personalutveckling
Statens institut för personalutveckling (SIPU) fanns inrättat 1979–1992. Institutet var enligt sin instruktion en central servicemyndighet för personalutveckling inom statsverksamheten. Myndigheten skulle bl.a. fortlöpande bevaka behovet av personalutveckling i statsförvaltningen, utveckla och tillhandahålla personalutbildning och utbildningsmaterial m.m. som efterfrågades av de statliga myndigheterna, utarbeta förslag till regeringen på åtgärder av generell karaktär som inte direkt motsvarades av efterfrågan hos myndigheter eller andra samt verka för att behovet av personalutbildning tillgodosågs också inom det allmänna utbildningssystemet. 
Verksamheten vid SIPU upphörde då regeringen bedömde att stödverksamhet av det aktuella slaget så långt som möjligt bör vara efterfrågestyrd, och att stöd som finns att köpa på marknaden av rent principiella skäl inte bör tillhandahållas av staten (prop. 1991/92:100 bilaga 8).
De följande åren fick flera myndigheter utbildnings- och utvecklingsuppdrag som avsåg statligt anställda, bl.a. Statens kvalitets- och kompetensråd (1999–2005), Verket för förvaltningspolitisk utveckling (2006–2008) och Kompetensrådet för utveckling i staten (2009–2012). Därefter har olika främjande- och utvecklingsuppdrag lämnats till bl.a. Värdegrundsdelegationen när det gäller god förvaltningskultur.
Institutet privatiserades i samband med bedömningen. Nuvarande ägare är Finnish Consulting group.